# OSCAR 19
OSCAR 19 (auch LUSAT, Lusat-OSCAR 19 oder LO-19; LU ist das ITU-Präfix argentinischer Rufzeichen) ist ein argentinischer Amateurfunksatellit. Er war der erste argentinische Satellit überhaupt.
Der Satellit wurde am 22. Januar 1990 als Sekundärnutzlast zusammen mit dem Erdbeobachtungssatelliten SPOT 2 mit einer Ariane 4 vom Centre Spatial Guyanais in Kourou gestartet. Nach dem erfolgreichen Start erhielt der vorher als Lusat bezeichnete Satellit die OSCAR-Nummer 19 zugewiesen. Der Satellit hatte einen Digipeater mit Uplinks im 2-Meter-Band und Downlinks im 70-Zentimeter-Band sowie eine CCD-Kamera.
Seine COSPAR-Bezeichnung ist 1990-005G.